# Elephant Princess/Episodenliste
Diese Episodenliste enthält alle Episoden der australischen Jugendserie Elephant Princess. Zwischen 2008 und 2011 entstanden zwei Staffeln mit 52 Episoden.

## Staffel 1
Die deutschsprachige Erstausstrahlung der ersten Staffel mit dem Untertitel Zurück Nach Manjipoor war ab dem 11. Mai 2009 bis zum 27. Mai 2009 auf dem Sender KiKa zu sehen. Die Ausstrahlung erfolgte von Montag bis Freitag um 15 Uhr in Doppelfolgen. Parallel dazu erfolgte ab dem 10. Mai 2009 sonntags um 07:45 eine Ausstrahlung im ZDF, ebenfalls in Doppelfolgen.
| Nr. (ges.) | Nr. (St.) | Deutscher Titel                       | Originaltitel             | Erstausstrahlung AUS | Deutschsprachige Erstausstrahlung (D) |
| ---------- | --------- | ------------------------------------- | ------------------------- | -------------------- | ------------------------------------- |
| 1          | 1         | Besuch Aus Einer Anderen Welt         | Coming Of Age             | 13. Nov. 2008        | 10. Mai 2009                          |
| 2          | 2         | Ein Riss Mit Folgen                   | Don't Call Me Princess    | 20. Nov. 2008        | 10. Mai 2009                          |
| 3          | 3         | Kaninchenplage Oder Ein Uralter Trick | Rabbit Season             | 24. Nov. 2008        | 12. Mai 2009                          |
| 4          | 4         | Alle Lieben Kuru                      | Kuru The Guru             | 25. Nov. 2008        | 12. Mai 2009                          |
| 5          | 5         | Ein Magisches Geschenk                | The Powerful Ballad       | 26. Nov. 2008        | 13. Mai 2009                          |
| 6          | 6         | Aus Eins Mach Zwei                    | Not Made In Japan         | 27. Nov. 2008        | 13. Mai 2009                          |
| 7          | 7         | Alex In Der Klemme                    | Lean On Me                | 28. Nov. 2008        | 14. Mai 2009                          |
| 8          | 8         | Maus Oder Mann                        | Welcome To The Fairy Tale | 5. Dez. 2008         | 14. Mai 2009                          |
| 9          | 9         | Wer Küsst Schon Gerne Einen Frosch    | Warts & All               | 12. Dez. 2008        | 15. Mai 2009                          |
| 10         | 10        | Elefant Außer Rand Und Band           | The Butterfly Effect      | 1. Feb. 2009         | 15. Mai 2009                          |
| 11         | 11        | Ein Blonder Schmetterling             | Butterfly Kiss            | 8. Feb. 2009         | 18. Mai 2009                          |
| 12         | 12        | Die Ballettmaus                       | Dancing Queen             | 15. Feb. 2009        | 18. Mai 2009                          |
| 13         | 13        | Muttertag                             | Destiny's Child           | 22. Feb. 2009        | 19. Mai 2009                          |
| 14         | 14        | Alles Auf Anfang                      | Time After Time           | 1. März 2009         | 19. Mai 2009                          |
| 15         | 15        | Königliches Elefantenfest             | Happy Birthday Anjala     | 8. März 2009         | 20. Mai 2009                          |
| 16         | 16        | Vier Sind Zwei Zu Viel                | The Big Gig               | 15. März 2009        | 20. Mai 2009                          |
| 17         | 17        | Maskenball                            | Masquerade Ball           | 22. März 2009        | 21. Mai 2009                          |
| 18         | 18        | Zu Berühmt                            | Almost Too Famous         | 29. März 2009        | 21. Mai 2009                          |
| 19         | 19        | Prinzessin Amanda                     | Princess Amanda           | 5. Apr. 2009         | 22. Mai 2009                          |
| 20         | 20        | Falsche Entführung                    | Courtroom Jewel           | 12. Apr. 2009        | 22. Mai 2009                          |
| 21         | 21        | Anjala Verschwindet                   | Sea Change                | 19. Apr. 2009        | 25. Mai 2009                          |
| 22         | 22        | Die Enthüllung                        | Revelation                | 26. Apr. 2009        | 25. Mai 2009                          |
| 23         | 23        | Ein Gewöhnliches Leben                | It's An Ordinary Life     | 3. Mai 2009          | 26. Mai 2009                          |
| 24         | 24        | Unerwartete Besuche                   | Unexpected Arrivals       | 10. Mai 2009         | 26. Mai 2009                          |
| 25         | 25        | Mächtige Schwingungen                 | Good Vibrations           | 17. Mai 2009         | 27. Mai 2009                          |
| 26         | 26        | Alex Am Ziel                          | Normal Alex Wilson        | 24. Mai 2009         | 27. Mai 2009                          |

## Staffel 2
Die deutschsprachige Erstausstrahlung der zweiten Staffel mit dem Untertitel Die Rettung Von Manjipoor war vom 2. Mai 2011 bis zum 18. Mai 2011 in Doppelfolgen auf dem deutschen Sender KiKA zu sehen.
| Nr. (ges.) | Nr. (St.) | Deutscher Titel             | Originaltitel         | Erstausstrahlung AUS | Deutschsprachige Erstausstrahlung (D) |
| ---------- | --------- | --------------------------- | --------------------- | -------------------- | ------------------------------------- |
| 27         | 1         | Neues Und Altes             | Enemies Unleashed     | 6. Feb. 2011         | 2. Mai 2011                           |
| 28         | 2         | Geheime Verschwörung        | The New Recruit       | 13. Feb. 2011        | 2. Mai 2011                           |
| 29         | 3         | Das Verbotene Buch          | Bad Reputation        | 20. Feb. 2011        | 3. Mai 2011                           |
| 30         | 4         | Ein Sicherer Ort            | Falling For The Enemy | 27. Feb. 2011        | 3. Mai 2011                           |
| 31         | 5         | Verwirrung Der Gefühle      | Star Crossed Lovers   | 6. März 2011         | 4. Mai 2011                           |
| 32         | 6         | Alex Mal Zwei               | Double Trouble        | 13. März 2011        | 4. Mai 2011                           |
| 33         | 7         | Prüfungszeit                | Secret Love           | 20. März 2011        | 5. Mai 2011                           |
| 34         | 8         | Ein Diebstahl Mit Folgen    | Love Your Enemy       | 27. März 2011        | 5. Mai 2011                           |
| 35         | 9         | Weltenwechsler              | The Secret Admirer    | 3. Apr. 2011         | 6. Mai 2011                           |
| 36         | 10        | Ungeplant In Manjipoor      | Tangled Web           | 10. Apr. 2011        | 6. Mai 2011                           |
| 37         | 11        | Umzug In Die Fremde         | Welcome To My World   | 17. Apr. 2011        | 9. Mai 2011                           |
| 38         | 12        | Lügen Und Verrat            | Exposed               | 24. Apr. 2011        | 9. Mai 2011                           |
| 39         | 13        | Neue Herrscher              | Exiles                | 1. Mai 2011          | 10. Mai 2011                          |
| 40         | 14        | In Falschen Händen          | Trouble Comes To Town | 8. Mai 2011          | 10. Mai 2011                          |
| 41         | 15        | Eine Tasche Voller Geld     | Under New Management  | 15. Mai 2011         | 11. Mai 2011                          |
| 42         | 16        | Verborgenes Talent          | Dangerous Secrets     | 22. Mai 2011         | 11. Mai 2011                          |
| 43         | 17        | Gekränkte Geschwisterliebe  | Feud                  | 29. Mai 2011         | 12. Mai 2011                          |
| 44         | 18        | Verschlossen Und Versiegelt | Reinforcements        | 5. Juni 2011         | 12. Mai 2011                          |
| 45         | 19        | Das Offene Buch             | Unmasked              | 12. Juni 2011        | 13. Mai 2011                          |
| 46         | 20        | Gemeinsame Gedankenreise    | A Princess For All    | 19. Juni 2011        | 13. Mai 2011                          |
| 47         | 21        | Lästige Dienerin            | Out Of Control        | 26. Juni 2011        | 16. Mai 2011                          |
| 48         | 22        | Entführung Auf Eigene Faust | Flare Up              | 10. Juli 2011        | 16. Mai 2011                          |
| 49         | 23        | Abschied Für Immer          | Cursed                | 17. Juli 2011        | 17. Mai 2011                          |
| 50         | 24        | In Den Fängen Dunkler Magie | Hunted                | 24. Juli 2011        | 17. Mai 2011                          |
| 51         | 25        | Die Barriere Bröckelt       | Between The Worlds    | 7. Aug. 2011         | 18. Mai 2011                          |
| 52         | 26        | In Letzter Minute           | Sacrifice             | 6. Okt. 2011         | 18. Mai 2011                          |